# Klaproth (Mondkrater)
Klaproth ist ein Einschlagkrater im äußersten Süden der Mondvorderseite, unmittelbar nördlich des Kraters Casatus, der einen Teil des südlichen Kraterrandes überlagert. Der oval deformierte Kraterrand ist stark erodiert, das Innere ist weitgehend eben.
Klaproth hat sieben Nebenkrater:
| Buchstabe | Position           | Durchmesser | Link |
| --------- | ------------------ | ----------- | ---- |
| A         | 68,17° S, 21,96° W | 35 km       |      |
| B         | 71,81° S, 24,09° W | 11 km       |      |
| C         | 69,2° S, 19,72° W  | 6 km        |      |
| D         | 70,25° S, 21,15° W | 8 km        |      |
| G         | 68,66° S, 31,55° W | 29 km       |      |
| H         | 69,2° S, 33,21° W  | 44 km       |      |
| L         | 70,11° S, 36,99° W | 11 km       |      |

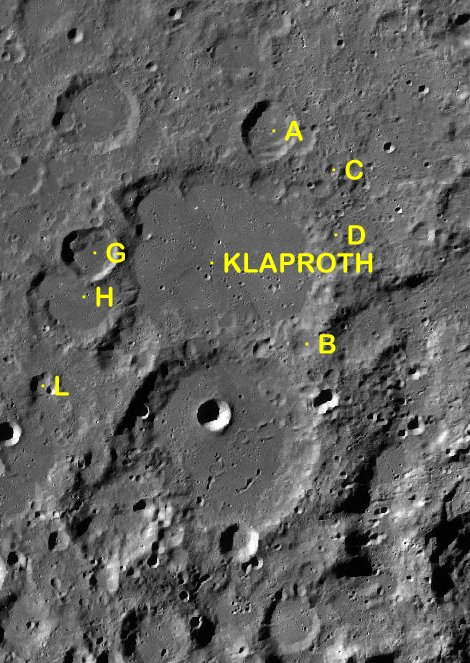
Klaproth und seine Nebenkrater

Der Krater wurde 1935 von der IAU nach dem deutschen Chemiker Martin Heinrich Klaproth offiziell benannt.